# Raiden (Mortal Kombat)
Raiden (hay là Lord Raiden, đôi khi phát âm như Rayden) là một nhân vật hư cấu trong sê-ri game đối kháng Mortal Kombat của hãng Midway Games. Raiden là một trong bảy nhân vật gốc từ phần game đầu tiên của Mortal Kombat (năm 1992). Anh cũng là một trong những nhân vật trung tâm của game. Tạo hình của Raiden dựa trên thần sấm Raijin Nhật Bản, nhiệm vụ của anh là bảo vệ Trái Đất. Raiden có nhiều khả năng siêu nhiên như bay lượn, xuyên không, điều khiển thời tiết.
Từ khi EarthRealm vẫn còn nguyên sơ, thần sấm Raiden đã được chỉ định làm người cai quản và bảo vệ không gian này. Raiden sở hữu một cuộc sống trường tồn của những vị thần. Thế nên, ông ta không suy nghĩ mọi thứ theo cách của một người phàm với tuổi thọ ngắn ngủi, Raiden luôn nhắm tới những giá trị trường cửu mãi mãi với thời gian.
Kẻ thù đầu tiên mà vị thần này phải đối mặt để bảo vệ EarthRealm không ai khác chính là ác thần Shinnok. Nhờ sự giúp sức của các Elder God mà Raiden đã có thể đánh bại Shinnok và lấy đi mảnh bùa sức mạnh của hắn. Sau này, Raiden đã cất giấu nó trong một ngôi đền ở đỉnh núi cao nhất của Nepal.
Hết lần này đến lần khác, Raiden luôn là người dẫn dắt các chiến binh EarthRealm đứng lên để chống lại các thế lực như Shaon Kahn và Shinnok. Sau lần thứ 2 đẩy lui được âm mưu nham hiểm của ác thần này, Raiden được phong làm một Elder God. Thế nhưng, danh nghĩa này lại không cho phép ông ta can thiệp vào cuộc chiến của hai phe thiện ác nên Raiden đã từ bỏ nó để được chiến đấu cho EarthRealm.
Truyền thuyết nói rằng Raiden không thể chết và cho dù có bị tiêu diệt bởi kẻ nào thì một thời gian sau, ông ta sẽ lại hồi sinh. Ở trong phiên bản Mortal Kombat 2011, trước khi bị Shao Kahn hạ sát, Raiden đã gửi một thông điệp tới bản thể của mình trong quá khứ nhằm thay đổi tương lai.
Trong kỉ nguyên mới, Raiden này lớn lên và trẻ hơn với tư cách là một nông dân làm ruộng ở làng Fengjian cùng với Kung Lao. Do được tái sinh thành một người thường trong Mortal Kombat 1, anh ta đã mất đi đôi mắt phát sáng đặc trưng nhưng vẫn giữ tông màu trắng quen thuộc và chiếc mũ rơm, nhưng có vẻ ngoài khiêm tốn hơn phản ánh địa vị của anh ta là một nhà vô địch Earthrealm.